# Heinz Deckert
Heinz Deckert (* 20. Februar 1927 in Langewiesen, Thüringen; † 11. November 2008 in Berlin) war ein deutscher Gewerkschafter. Er war Vorsitzender des Zentralvorstandes der Industriegewerkschaft (IG) Druck und Papier im Freien Deutschen Gewerkschaftsbund (FDGB) sowie Präsident des Ständigen Komitees der Gewerkschaften der graphischen Industrie im Weltgewerkschaftsbund (WGB).

## Leben
Deckert, Sohn einer Arbeiterfamilie, besuchte die Volksschule und absolvierte eine Lehre zum Schriftsetzer. Anschließend arbeitete er im Beruf. Am 21. Februar 1944 beantragte er die Aufnahme in die NSDAP und wurde zum 20. April desselben Jahres aufgenommen (Mitgliedsnummer 9.945.528). 1944/45 war er zum Reichsarbeitsdienst, später zum Kriegsdienst bei der Wehrmacht eingezogen. Zwischen April und Juni 1945 befand er sich in US-amerikanischer Kriegsgefangenschaft.
Nach seiner Freilassung arbeitete er bis 1948 als Bauhilfsarbeiter und als Schriftsetzer in Ilmenau, wo Deckert sein gewerkschaftliches Engagement als Jugendvertrauensmann, Betriebsratsmitglied, Vorsitzender der Betriebsgewerkschaftsleitung sowie Vorsitzender des Ortsvorstandes begann. 1946 trat er der Freien Deutschen Jugend bei. 1948 und 1951 besuchte Deckert Lehrgänge an der FDGB-Landes- bzw. Bezirksschule. 1951 wurde er Mitglied der Sozialistischen Einheitspartei Deutschlands.
1950 fungierte er als Sekretär der Kreisvorstände der IG Druck und Papier in Weimar bzw. in Gera, anschließend war er von 1950 bis 1952 Vorsitzender des Landesvorstandes der IG Druck und Papier Thüringen. Nach Auflösung der Länder in der DDR war er 1952/53 Abteilungsleiter im Zentralvorstand der IG Druck und Papier. Von 1953 bis 1958 fungierte er als Vorsitzender des Bezirksvorstandes Gera der IG Druck und Papier. Von 1958 bis 1966 war er Sekretär und Abteilungsleiter, ab 1959 stellvertretender Vorsitzender der IG Druck und Papier.
Von 1961 bis 1964 studierte er an der Parteihochschule beim ZK der KPdSU in Moskau. Das Studium schloss er als Diplom-Gesellschaftswissenschaftler ab. Von 1964 bis 1966 wirkte er erneut als stellvertretender Vorsitzender des Zentralvorstandes der IG Druck und Papier, von Januar 1966 bis März 1985 dann als Vorsitzender des Zentralvorstandes der IG Druck und Papier. Von 1966 bis 1985 gehörte er dem Präsidium des FDGB-Bundesvorstandes an. 
Von 1970 bis 1986 war Deckert auch ehrenamtlicher Präsident des 1961 in Leipzig gegründeten Ständigen Komitees der Gewerkschaften der graphischen Industrie im WGB. Deckert engagierte sich für die Aufnahme und Erweiterung von Beziehungen zu Gewerkschaften in kapitalistischen Ländern und der Dritten Welt. Zusammen mit Leonhard Mahlein, dem Vorsitzenden der bundesdeutschen IG Druck und Papier und Präsidenten der Internationalen Grafischen Föderation (IGF), nutzte Deckert sich bietende Möglichkeiten gewerkschaftlicher Kooperation auf internationaler Ebene. 
Deckert starb nach langer Krankheit im Alter von 81 Jahren.

## Auszeichnungen
- Vaterländischer Verdienstorden in Bronze (1972) und in Silber (1977)
- Artur-Becker-Medaille in Gold (1978)
- Ehrentitel „Verdienter Werktätiger der Leicht-, Lebensmittel- und Nahrungsgüterindustrie der Deutschen Demokratischen Republik“ (1979)